# Weißbauch-Baumreisratte
Die Weißbauch-Baumreisratte (Oecomys bicolor) ist ein im südlichen Mittelamerika und nördlichen Südamerika verbreitetes Nagetier in der Familie der Wühler. Das Typusexemplar stammt aus der Umgebung von Gualaquiza in Ecuador.

## Merkmale
Die Exemplare sind ohne Schwanz 90 bis 120 mm lang, die Schwanzlänge liegt bei 105 bis 140 mm und das Gewicht liegt bei 24 bis 42 g. Die Art hat etwa 23 mm lange Hinterfüße und 13 bis 17 mm lange Ohren. Die Farbe des Fells der Oberseite variiert zwischen orangebraun, rotbraun und zimtfarben mit verstreuten schwarzen Haarspitzen. Die Grenze zur weißen Unterseite ist deutlich ausgeprägt. Der Kopf ist durch lange dicke Vibrissen und braune Ohren mit orangen Haaren gekennzeichnet. Der dunkle Schwanz trägt allgemein wenige helle Haare bis auf eine kleine Quaste an der Spitze mit etwa 6 mm langen Haaren. Die Hinterfüße wirken etwas gedrungen und besitzen eine hellbraune Oberseite sowie rosa Sohlen.

## Verbreitung
Die Weißbauch-Baumreisratte lebt hauptsächlich im Amazonasbecken in Brasilien, in der Region Guyanas, in Venezuela, Kolumbien, Ecuador, Peru und Bolivien östlich der Anden. Kleinere Populationen kommen in Zentral-Kolumbien und im Süden von Panama vor. Die Art hält sich im Flachland und in Bergländern bis 1540 Meter Höhe auf. Als Habitat dienen feuchte immergrüne Wälder und trockene laubabwerfende Wälder.

## Lebensweise
Die Exemplare klettern auf Bäumen und anderen Gewächsen und besuchen in Wassernähe den Grund. Die Nahrung besteht aus unreifen Pflanzensamen, Früchten und Insekten. Wenn die Weißbauch-Baumreisratte Bananen und Kaffee frisst, wird sie als Schädling betrachtet. Die Nester aus Pflanzenteilen werden in Bodennähe versteckt. Ein Wurf besteht aus zwei bis vier Neugeborenen. Diese werden nach drei Monaten geschlechtsreif.

## Gefährdung
Die IUCN listet die Art als nicht gefährdet (least concern) aufgrund fehlender Bedrohungen und einer vermuteten großen Gesamtpopulation.